# Sturmtag
Ein Sturmtag ist ein Tag, an dem der Wind im Maximum eine Stärke von 8 Beaufort (Bft) oder mehr erreicht. Als Maximum gilt dabei der größte über zehn Minuten ermittelte Durchschnittswert.
Sturmtage zählen zu den witterungsabhängigen klimatologischen Kenntagen, Schwellwert ist die Windgeschwindigkeit. Bei einem Wind von 8 Bft spricht man von einem stürmischen Wind, die Windgeschwindigkeit beträgt mindestens 62 km/h. Der Wind kann große Bäume bewegen, Zweige abbrechen lassen, Fensterläden öffnen und das Gehen erheblich behindern. Die See ist mäßig hoch, mit ziemlich hohen Wellenbergen, Schaumstreifen und verwehten Wellenköpfen (→ Beaufortskala).
In Deutschland gibt es besonders häufig Sturmtage an der Nordseeküste. Im Zeitraum 1981–2010 wurden auf Helgoland im Mittel 126 Sturmtage beobachtet, in List auf Sylt waren es 114. Zur Ostsee und zum Landesinnern hin nimmt die Häufigkeit deutlich ab, in Schleswig betrug sie im gleichen Zeitraum 49, in Lüchow (Wendland) 17. Auf dem Brocken im Harz werden bis zu 79 Sturmtage im Jahr beobachtet. Im antarktischen Viktorialand gibt es Jahre mit 340 Sturmtagen.
Die Zahl der winterlichen Sturmtage in Norddeutschland hat gegenüber der Mitte des 20. Jahrhunderts im Mittel zugenommen, wobei sich der Trend seit den 1980er Jahren umgekehrt hat. Auch in der Gesamtbetrachtung des deutschen Binnenlandes könnte es in den letzten 30 Jahren, bis Ende der 2010er Jahre, einen Rückgang der Zahl an Sturmtagen gegeben haben.
Ab Windstärke 8 greift in der Regel die Versicherung von Sturmschäden an und in Gebäuden.